# Tetanolita lixalis
Tetanolita lixalis là một loài bướm đêm trong họ Noctuidae.